# Tarachidia libedis
Tarachidia libedis är en fjärilsart som beskrevs av Smith 1900. Tarachidia libedis ingår i släktet Tarachidia och familjen nattflyn. Inga underarter finns listade i Catalogue of Life.